# Полячкувна, Хелена
Хелена Полячкувна (пол. Helena Polaczkówna; р. 24 февраля 1884 — осень 1942) — польский историк и архивист, специалист по геральдике, доцент вспомогательных исторических наук в Познанском университете, одна из организаторов тайного обучения во Львове во времена Второй мировой войны.

## Биография
Родилась в городе Львове. В 1905 году окончила гимназию во Львове. В 1905—1909 годах училась на историческом факультете Львовского университета, где в 1909 году защитила докторскую диссертацию на тему: «De Lumbres, ambasador francuski i jego misja dyplomatyczna w Polsce w latach 1656—1660» (рук. — проф. А.-М.Бальцер). 1907—1908 и 1909—1910 годах работала в Архиве градских и земских актов во Львове. В 1917-1939 годах занимала различные должности в Бернардинском архиве во Львове. В 1930 году получила хабилитацию в Познанском университете, где работала как доцент, ежегодно читая небольшие курсы.
Исследовала польскую геральдику («Materiały do heraldyki polskiej» (1909), «Najstarsze żródla heraldyki polskiej» (1924), «Herbarz flamandzki i jego znaczenie dla kultury i heraldyki polskiej» (1925), «Stemmata Polonica, rękopis nr. 1114 Klejnatów Długosza w Bibliotece Arsenału w Paryżu» (1926), «Herby Polskie w rękopisie Gelre Wapenbeck» (1928-29), «Geneza Orła Piastowskiego» (1930), «Księga bracka św. Krzysztofa na Arlbergu w Tyrolu» (1931), «Analiza elementów heraldycznych w miniaturach Psałterza Floriańskiego» (1938)), генеалогию («Ród Wesenborgów w Polsce i jego pierwotne gniazdo» (1924), «Przyczynek do genealogii Piastów» (1932)), сфрагістику («Sfragistyka książęca Piastów») и дипломатику («Roty przywileju Henryka I Brodatego dla Trzebnicy z 1208 r.» (1930), «Zapis Teodora Gryfity dla cystersów z r. 1196» (1938)). Несколько работ посвятила теоретическим проблемам архивоведения («Studium przygotowawcze we Francji do badań nad historią średniowiecza» (1925), «Uwagi o porządkowaniu prywatnych archiwów familijnych» (1938)). Опубликовала несколько сборников документов («Najstarsza księga sądowa wsi Trześniowa, 1419—1609» (1923), «Księga radziecka miasta Drohobycza, 1542—1563» (1936)).
Член Львовского научного общества (1920), а также польского, австрийского, французского и швейцарского геральдических обществ. С начала Второй мировой войны работала в библиотеке Оссолинских во Львове, участвовала в работе польского подполья.
Была арестована гестапо и казнена под Львовом.